# Kingdom Hearts IV
Kingdom Hearts IV (キングダム ハーツIV?, Kingudamu Hātsu IV) è un videogioco action RPG in sviluppo, ed è parte della nuova "saga del Maestro perduto". Ambientato dopo gli eventi di Kingdom Hearts III e Melody of Memory, Sora è rimasto bloccato nel mondo "immaginario" di Quadratum, mentre i suoi amici sono alla sua ricerca.

## Storia

### Ambientazione
Il gioco si svolge a Quadratum, una grande città ispirata a Tokyo assieme ai distretti di Shibuya e Aoyama. L'appartamento di Sora fungerà da base per il giocatore nelle fasi iniziali del gioco mentre Quadratum funge da mondo centrale, al quale si farà ritorno dopo aver viaggiato in altri mondi della realtà "immaginaria". Appariranno anche alcuni mondi Disney. Il progresso delle capacità hardware ha giocato un ruolo importante nel determinare il numero di mondi creati per il gioco.

### Personaggi
Sora (Haley Joel Osment) riprende il suo ruolo dai giochi precedenti come protagonista e personaggio giocabile del gioco; Paperino (Tony Anselmo) e Pippo (Bill Farmer), il mago reale e cavaliere del Castello Disney, tornano in questo capitolo mentre aiutano nella ricerca di Sora. Il gioco include anche Strelitzia, una ragazza detentrice del Keyblade apparsa in Kingdom Hearts Union χ. Altri personaggi come i protagonisti di Birth by Sleep e 358/2 Days potrebbero avere un ruolo minore in Kingdom Hearts IV, con Nomura che vuole trovare un "buon equilibrio" tra i personaggi delle proprietà Square Enix (soprattutto per quanto riguarda quelli di Final Fantasy) e quelli delle proprietà Disney.

## Modalità di gioco
Il sistema di combattimento è basato su quello dei precedenti capitoli principali. Sebbene le trasformazioni del Keyblade viste in Kingdom Hearts III non siano ancora state mostrate, Sora ha la capacità di usare il keyholder in vari modi, quali un rampino per attraversare grandi distanze. Il gioco includerà anche i comandi di reazione da Kingdom Hearts II e introduce una nuova meccanica chiamata "Scrap and Build". In questo capitolo vengono esplorati anche altri aspetti della "vita quotidiana" di Sora e delle sue routine.

## Sviluppo
Sebbene Kingdom Hearts III fosse la fine della "saga di Xehanort" che ruotava attorno a Xehanort e alle sue incarnazioni, il team di Kingdom Hearts aveva già idee chiare per i futuri capitoli ambientati nel nuovo arco narrativo. Il finale di Kingdom Hearts III e il suo DLC, Re Mind, hanno visto Sora finire nella città di Quadratum e l'apparizione del personaggio di Yozora, che nel mondo della Scatola dei giocattoli, è il protagonista del videogioco Verum Rex. Quadratum aveva dei design che evocano Shibuya dal franchise di The World Ends with You e di Final Fantasy Versus XIII, che alla fine è diventato Final Fantasy XV, mentre il design di Yozora è simile a Noctis Lucis Caelum, protagonista di Final Fantasy XV, traendo ispirazione anche dal Noctis apparso nei primi trailer di Versus XIII.
I fan credevano che Nomura, che all'epoca era il direttore di Versus XIII prima che fosse rielaborato, stesse pianificando di implementare alcune delle sue da quel gioco nei futuri Kingdom Hearts. Nel marzo 2020, Nomura ha dichiarato che Versus XIII e Verum Rex sono due giochi "completamente diversi" ma che si stava verificando uno "sviluppo inaspettato" tra i due, in seguito confermò che la Shibuya di The World Ends with You, mondo menzionato in Kingdom Hearts 3D: Dream Drop Distance, e Quadratum sono due mondi completamente diversi Nel settembre 2020, il team di sviluppo stava discutendo i piani per i capitoli futuri della serie tra Square Enix e Disney e che "nulla è stato scolpito nella pietra, ma ho alcuni concetti che filtrano nella mia testa". Il direttore ha anche aggiunto Yozora "sarebbe stato molto... coinvolto" nel futuro della serie in un modo inaspettato e sorprendente.
Nell'aprile 2022, Square Enix ha rivelato, durante un evento per celebrare i vent'anni della serie, che Kingdom Hearts IV era da tempo in fase di sviluppo. Il gioco è stato sviluppato dal Team Osaka, lo stesso che ha sviluppato Kingdom Hearts Birth by Sleep e Kingdom Hearts III con Tai Yasue come co-direttore del gioco e Masaru Oka e Akiko Ishibashi che si sono uniti a Nomura per scrivere la sceneggiatura del gioco.Sebbene il trailer reveal del gioco è stato creato con l'Unreal Engine 4, il gioco è stato convertito in seguito all'Unreal Engine 5. Leblanc di Game Informer ha ritenuto che Nomura fosse in grado di realizzare la sua visione di Versus XIII e il lato "Verum Rex" nel franchise di Kingdom Hearts e ha definito l'inclusione di Pippo e Paperino alla fine del trailer un modo per rassicurare i fan sul fatto che gli elementi Disney non sarebbero mai scomparsi dalla serie. Nomura aveva originariamente pianificato di creare Verum Rex nella sua interezza ma ha notato che sarebbe difficile per il Team Osaka sviluppare contemporaneamente due grossi titoli per le attuali console. Il tema centrale di Kingdom Hearts IV sarà il contrasto tra gli abitanti dell'universo di Sora che credono gli abitanti dell'universo "irreale" siano di fantasia e viceversa.
Nel giugno 2022, Nomura ha rivelato che Kingdom Hearts Missing Link sarebbe stato collegato anche a Kingdom Hearts IV, spiegando che c'erano "alcune figure" che appaiono in Missing Link le quali legano i due capitoli.

### Design
Sora ha un design più realistico, che rispecchia l'estetica di Quadratum e dei suoi abitanti. Il team di progettazione ha reso il mondo il più realistico possibile. Al contrario, i personaggi nell'universo originale della serie come Pippo e Paperino, continuano ad utilizzare gli shader e i design introdotti in Kingdom Hearts III, con Nomura che ha affermato che qualora Sora dovesse viaggiare in altri mondi di questa nuova realtà o dovesse ritornare nella sua realtà, il suo aspetto cambierebbe.